# بيل فيشر (لاعب كرة قدم أسترالية)
بيل فيشر (بالإنجليزية: Bill Fischer)‏ هو لاعب كرة قدم أسترالية أسترالي، ولد في 3 أكتوبر 1883 في Kilmore, Victoria ‏ في أستراليا، وتوفي في 15 أكتوبر 1917 في باسيندالي في بلجيكا.

## وصلات خارجية
- بيل فيشر على موقع AustralianFootball.com (الإنجليزية)
- بيل فيشر على موقع AFLtables.com (الإنجليزية)